# Lisette Model
Lisette Model, née Elise Amelie Felicie Stern le 10 novembre 1901 à Vienne et morte le 30 mars 1983 à New York, est une photographe documentaire américaine.

## Biographie

### Jeunesse et études
Née à Vienne d’un père italo-autrichien, médecin d’ascendance juive, au service de l’armée impériale autrichienne puis de la Croix-Rouge, et d’une mère française et catholique, religion dans laquelle Elise sera baptisée. Deux ans après sa naissance, ses parents changent leur nom de famille pour Seybert.

À l’âge de 19 ans, elle commence à étudier la musique avec le compositeur Arnold Schönberg, dont elle dira plus tard : 

« Si un professeur eut une grande influence dans ma vie, ce fut sans nul doute Schönberg. »

Elle quitte Vienne pour Paris, après la mort de son père en 1924, pour y étudier le chant avec la soprano polonaise Marya Freund. C’est à cette époque qu’elle rencontre son futur époux, le peintre français, d’origine russe, Evsa Model.
En 1933, elle abandonne la musique et se lance dans l’étude des arts visuels, étudiant d’abord la peinture avec André Lhote (qui parmi ses étudiants compte Henri Cartier-Bresson et George Hoyningen-Huene). Elle s’initie également à la photographie, apprenant les techniques de base de la chambre noire grâce à sa plus jeune sœur Olga Seybert (qui est elle-même une photographe professionnelle), cependant c’est la portraitiste Rogi André, première femme d’André Kertész qui lui donne les bases des techniques de prise de vue, puis Florence Henri à partir de 1937.
Rendant visite à sa mère à Nice, en 1934 (elle et Olga avaient quitté Vienne pour Nice quelques années plus tôt), Model se rend avec son appareil photographique sur la promenade des Anglais, où elle réalise une série de portraits qui deviendront ses œuvres les plus reproduites et exposées. Ces portraits, finement cadrés et souvent clandestins, de la classe dirigeante locale, préfigurent déjà de ce que sera son style : des plans rapprochés, non sentimentaux et sans retouche, montrant la vanité, l’insécurité et la solitude.

### États-Unis
Elle épouse Evsa Model en 1936 et, l’année suivante, ils émigrent aux États-Unis pour rejoindre la sœur de son mari à Manhattan. Là-bas, elle devient une photographe professionnelle, ses œuvres sont régulièrement publiées dans Harper’s Bazaar par Carmel Snow et Alexey Brodovitch. Elle devient également membre de la Photo League de New York, qui organise sa première exposition. C’est en 1940, que le Museum of Modern Art de New York achète ses premières photographies, puis, en 1948, expose ses œuvres avec celles de Bill Brandt, Harry Callahan et Ted Croner (en).
En 1951, Lisette Model est invitée à enseigner à la New School for Social Research à New York, où son amie Berenice Abbott enseigne également la photographie. L’une des élèves les plus célèbres de Model y sera Diane Arbus, qui suit ses cours en 1957. Elle compte également parmi ses élèves Eva Rubinstein, la fille du pianiste Arthur Rubinstein, qu’elle initie à la photographie à la fin des années 1960.
Parmi les personnalités dont elle fait le portrait, on compte Frank Sinatra et Georges Simenon. En 1952, elle commence une série sur le jazz et photographie entre autres Louis Armstrong et Ella Fitzgerald.
Lisette Model enseignera jusqu’à sa mort le 30 mars 1983 à New York.

## Collections
- Kemper Museum of Contemporary Art (en), Kansas City.
- Los Angeles County Museum of Art, Los Angeles.
- Museum of Photographic Arts (en), San Diego.
- Musée des beaux-arts du Canada, Ottawa[10].

## Expositions

### Expositions personnelles
L’Art Institute de Chicago a présenté la première exposition rétrospective de ses photographies dès 1943.
- 19 février - 20 avril 1992 : Lisette Model: Photographien 1933-1983, Musée Ludwig, Cologne[11].
- 7 novembre - 31 décembre 2002 : Lisette Model, galerie Leo Sheer et galerie Baudouin Lebon, Paris, dans le cadre du Mois de la photo[12],[13].

puis 6 février - 31 mars 2003 : Galerie Maurice Keitelman, Bruxelles.
- 2010 : Galerie nationale du Jeu de Paume, Paris[14].
- 2021 : Lisette Model, Sidewalk, galerie Beaudoin Lebon Paris, du 8 septembre au 12 octobre[15],[16].

### Expositions collectives
Le Museum of Modern Art a présenté ses travaux dans des expositions collectives dès le début des années 1940 : In and Out of Focus (1948), The Family of Man (1955) et Seventy Photographers Look at New York (1957).
- 7 octobre 2020 - 10 janvier 2021 : The New-York school show – Les photographes de l’École de New York 1935-1965, Pavillon populaire, Montpellier.

## Prix et distinctions
- 1965 : bourse Guggenheim.
- 1968 : membre honoraire de l’American Association of Magazine Photographers.
- 1973 : prix du Creative Artists Public Service Program.
- 1981 : docteur honoris causa de la New School for Social Research.
- 1982 : médaille de la ville de Paris.

## Hommage
En 1972, elle est incluse dans Some Living American Women Artists, un collage féministe de Mary Beth Edelson.